# Horreby Sogn
Horreby Sogn 
ist eine Kirchspielsgemeinde (dän.: Sogn)
auf der Insel Falster im südlichen Dänemark.
Bis 1970 gehörte sie zur Harde Falsters Sønder Herred im damaligen Maribo Amt, danach zur Stubbekøbing Kommune im Storstrøms Amt, die im Zuge der  Kommunalreform zum 1. Januar 2007 in der Guldborgsund Kommune in der Region Sjælland aufgegangen ist.
Im Kirchspiel leben 490 Einwohner, davon 297 im Kirchdorf (Stand: 1. Januar 2023).
Im Kirchspiel liegt die Kirche „Horreby Kirke“.
Nachbargemeinden sind im Norden Falkerslev Sogn, im Osten Horbelev Sogn, im Südosten Karleby Sogn, im Süden Sønder Kirkeby Sogn und im Westen Nørre Ørslev Sogn.